# Валя-Тирсей
Валя-Тирсей (рум. Valea Târsei) — село у повіті Прахова в Румунії. Адміністративно підпорядковане місту Бряза.
Село розташоване на відстані 90 км на північний захід від Бухареста, 40 км на північний захід від Плоєшті, 53 км на південь від Брашова.

## Населення
За даними перепису населення 2002 року у селі проживали 1189 осіб, усі — румуни. Усі жителі села рідною мовою назвали румунську.